# Fredrik Wohlfahrt

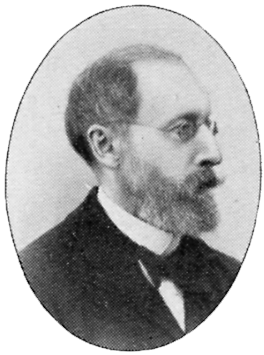
Fredrik Wohlfahrt, Foto in einem zeitgenössischen Lexikon, um 1900

Carl Thure Fredrik Wohlfahrt, auch in der Schreibweise Wohlfart (* 18. Oktober 1837 in Göteborg; † 28. Oktober 1909 ebenda), war ein schwedischer Genremaler und Karikaturist der Düsseldorfer Schule.

## Leben

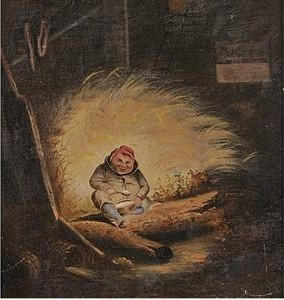
Tomte (Nisse)

Wohlfahrt, Sohn des Göteborger Genre- und Porträtmalers Bernhard Wilhelm Wohlfahrt (1812–1863), studierte in den Jahren 1856 bis 1858 an der Kunstakademie Düsseldorf Malerei. Dort waren Christian Köhler und Karl Müller seine Lehrer. Bis 1871 blieb er in Düsseldorf, 1872 ging er nach Paris, wo er sich bis 1873 aufhielt. Anschließend kehrte er nach Göteborg zurück und nahm eine Stelle als Lehrer an der 1865 gegründeten Kunst- und Zeichenschule seiner Vaterstadt an. An dieser Schule wirkte er bis 1885. Seine private Schülerin war die schwedische Porträt- und Genremalerin Lotten von Gegerfelt (1834–1915), ebenso seine Tochter Fredrique Wilhelmina Wohlfahrt. Wohlfahrt war Mitglied des Konstnärsförbundet. Beim Göteborger Kunstpublikum wurde Wohlfahrt vor allem durch eine Reihe von Gemälden bekannt, die volkstümliche Wichtelfiguren (Nisse) darstellten.